# Tour du Limousin-Périgord-Nouvelle-Aquitaine 2024
Le Tour du Limousin-Périgord-Nouvelle-Aquitaine 2024 est la 57e édition du Tour du Limousin, course masculine de cyclisme sur route. Elle se déroule du 13 au 16 août 2024. Le départ est donné à Boisseuil et l'arrivée à Limoges. Il est remporté par le Français Alex Baudin, vainqueur en solitaire de la deuxième étape.

## Parcours
Comme les années précédentes, la course comprend quatre étapes et se déroule dans quatre départements : la Haute-Vienne, la Creuse, la Dordogne et la Corrèze. Sa longueur totale est de 718,4 kilomètres.

### Première étape
Elle part de Boisseuil, au sud-est de Limoges, et se dirige vers la Creuse en passant par Peyrat-le-Château, puis Royère et Felletin, pour arriver à Auzances, dans l'est du département. Sa longueur est de 174 km. Trois côtes sont au programme : la côte de Felletin (3,88 %), la côte du Puy Aubrun (4,66 %) et la côte de Gachard (5,30 %), cette dernière située à 9,8 kilomètres de l’arrivée.

### Deuxième étape
C'est l'étape périgordine, orientée ouest-est, qui part de Saint-Aulaye et arrive à Terrasson-Lavilledieu. Avec 193,8 km, c'est aussi la plus longue. Son final est tracé dans le Périgord noir avec six côtes dont la côte des Farges (5,58 %), la côte de Beauregard (5,59 %), la côte de Chadriat-Terrasson (6,81 %) et la côte de l’Escaleyrou (6,14 %). Elle peut donc convenir à des puncheurs alors que les étapes périgordines du Tour du Limousin sont plutôt vouées aux sprinteurs.

### Troisième étape
C'est l'étape corrézienne, dans le prolongement de l'étape précédente. Elle part de La Rivière-de-Mansac et arrive à Argentat-sur-Dordogne, sur 189,5 km. Cinq côtes difficiles sont prévues, d'abord celles de l’Auvergnassou, des Tours de Merle, et de Bassignac-Le-Haut. Le final est particulièrement exigeant avec un circuit de 38 kilomètres en dents de scie, incluant la côte de l’Auzelou (6,98 %) et la côte de Servières-le-Château (4,47 %).

### Quatrième étape
Partant d'Oradour-sur-Glane, à l'occasion du 80e anniversaire du massacre du 10 juin 1944, cette étape est située entièrement en Haute-Vienne sur 161,1 km. Après avoir traversé Saint-Junien, Rochechouart et Chéronnac, les coureurs se dirigent vers Limoges en passant par les côtes du Chemin Neuf (3,42 %), de Saint-Victurnien (4,35 %), et de Verneuil (4,10 %). Ils arrivent à Limoges en empruntant un circuit qui se termine sur l'avenue de Beaublanc.

## Équipes
| Unknown team category |
|                       |

## Déroulement de la course
La première étape est conclue par un sprint en côte, remporté par le coureur vénézuélien Orluis Aular.
Lors de la deuxième étape, Alexis Guérin, survivant de l'échappée, rattrapé à 9 km de l'arrivée, accélère à nouveau ; il est doublé par Alex Baudin à 7,7 km de la ligne. Baudin distance le peloton puis il descend sur Terrasson sous une pluie diluvienne. Franchissant la ligne d'arrivée avec 24 secondes d'avance, il endosse le maillot jaune, obtenant sa première victoire chez les professionnels.
La troisième étape est remportée à Argentat par Jefferson Cepeda.
La quatrième et dernière étape est animée par Jordan Jegat, rattrapé dans le circuit final. Mathieu Burgaudeau se détache à 1,4 km de l'arrivée et il franchit la ligne quatre secondes avant le peloton. Le classement général de la course est remporté par Alex Baudin.

## Étapes
| Étape     | Date    | Villes étapes                                  | type            | Distance (km) | Vainqueur d'étape  | Leader du classement général |
| --------- | ------- | ---------------------------------------------- | --------------- | ------------- | ------------------ | ---------------------------- |
| 1re étape | 13 août | Boisseuil – Auzances                           | étape vallonnée | 174           | Orluis Aular       | Orluis Aular                 |
| 2e étape  | 14 août | Saint Aulaye-Puymangou – Terrasson-Lavilledieu | étape vallonnée | 193,8         | Alex Baudin        | Alex Baudin                  |
| 3e étape  | 15 août | La Rivière-de-Mansac – Argentat-sur-Dordogne   | étape vallonnée | 189,5         | Jefferson Cepeda   | Alex Baudin                  |
| 4e étape  | 16 août | Oradour-sur-Glane – Limoges                    | étape vallonnée | 161,1         | Mathieu Burgaudeau | Alex Baudin                  |

## Classements
| \| Classement général \| Classement général \| Classement général \| Classement général \| Classement général \| \| Coureur \| Coureur \| Pays \| Équipe \| Temps \| \| ------------------ \| ------------------ \| ------------------ \| ------------------ \| ------------------ \| |         |      |        |       |
| |         |      |        |       |
| Source : ProCyclingStats |         |      |        |       |
| Classement général |         |      |        |       |
| Coureur | Coureur | Pays | Équipe | Temps |

| Classement par équipes | Classement par équipes | Classement par équipes | Classement par équipes |
| Équipe                 | Équipe                 | Pays                   | Temps                  |
| ---------------------- | ---------------------- | ---------------------- | ---------------------- |

| Classement de la montagne | Classement de la montagne | Classement de la montagne | Classement de la montagne | Classement de la montagne |
| Coureur                   | Coureur                   | Pays                      | Équipe                    | Points                    |
| ------------------------- | ------------------------- | ------------------------- | ------------------------- | ------------------------- |

| Classement du meilleur jeune | Classement du meilleur jeune | Classement du meilleur jeune | Classement du meilleur jeune | Classement du meilleur jeune |
| Coureur                      | Coureur                      | Pays                         | Équipe                       | Temps                        |
| ---------------------------- | ---------------------------- | ---------------------------- | ---------------------------- | ---------------------------- |